# خاص (آلبوم)
خاص آلبومی گروهی در سبک موسیقی ترنس است که با صدای محسن چاوشی، فرزاد فرزین، علی اصحابی، شهاب رمضان، بابک جهانبخش، پیام صالحی، مهدی مدرس، مازیار فلاحی و رضا یزدانی منتشر شد.
| شماره | نام | نویسنده(ها)              | مدت  |
| ----- | --- | ------------------------ | ---- |
| ۱.    | «ها» (خواننده: محسن چاوشی ترانه سرا: حسین صفا آهنگساز: محسن چاوشی (تنظیم کننده : کوشان حداد))                             | حسین صفا                 | ۴:۲۸ |
| ۲.    | «خیانت» (خواننده: فرزاد فرزین ترانه سرا: یاحا کاشانی آهنگساز: فرزاد فرزین (تنظیم: انوشیروان تقوی))                        | یاحا کاشانی              | ۳:۴۶ |
| ۳.    | «لحظه ها» (خواننده: مازیار فلاحی ترانه سرا: مازیار فلاحی آهنگساز: مازیار فلاحی (تنظیم: رامین مظاهری))                     | مازیار فلاحی             | ۳:۱۹ |
| ۴.    | «نگاه تو» (خواننده: علی اصحابی ترانه سرا: سمیه کاویانی آهنگساز: علی اصحابی (تنظیم کننده : کوشان حداد))                    | سمیه کاویانی             | ۳:۴۹ |
| ۵.    | «دلسرد نشو از عشق» (خواننده: بابک جهانبخش ترانه سرا: محسن شیرالی آهنگساز: بابک جهانبخش (تنظیم کننده : انوشیروان تقوی))    | محسن شیرالی              | ۳:۳۹ |
| ۶.    | «به خدا عاشقت هستم» (خواننده: پیام صالحی ترانه سرا: علی حسین‌زاده آهنگساز: علی حسین‌زاده (تنظیم کننده : نیما وارسته))       | علی حسین‌زاده             | ۳:۲۰ |
| ۷.    | «خوابم نمی بره» (خواننده: مهدی مدرس ترانه سرا: یاحا کاشانی آهنگساز: انوشیروان تقوی)                                       | یاحا کاشانی              | ۳:۰۵ |
| ۸.    | «جنون» (خواننده: شهاب رمضان ترانه سرا: امیر ارجینی آهنگساز: شهاب رمضان (تنظیم کننده : سیروان خسروی))                      | امیر ارجینی              | ۳:۴۹ |
| ۹.    | «به دادم برس» (خواننده: رضا یزدانی ترانه سرا: میثم یوسفی، سروش دادخواه آهنگساز: رضا یزدانی (تنظیم کننده : میلاد عدل خاص)) | میثم یوسفی، سروش دادخواه | ۷:۲۴ |